# Hamid Taqwi
Hamid Taqwi (en persan : حمید تقوی), né le 27 mars 1959 à Ahvaz (province du Khouzistan) et mort le 27 décembre 2014 à Samarra, est un général de brigade iranien du corps des Gardiens de la révolution islamique, opérant au sein de la Force Al-Qods.
Vétéran de la guerre Iran-Irak, il serait mort abattu par un tireur d'élite de l'État islamique en Irak et au Levant fin 2014, alors qu'il effectuait une "mission consultative" dans le cadre de l'intervention iranienne contre l'EIIL (en).

## Carrière militaire

### Guerre Iran-Irak
Il a rejoint le corps des Gardiens de la révolution islamique immédiatement après le déclenchement de la guerre Iran-Irak en 1980 et a participé au recrutement de forces de Dacht-e Azadegan (en) pour former une unité de renseignement militaire à Susangerd (en). Il combat lors de certaines opérations, notamment l'opération Kheibar (en) et l'opération Valfajr 8, qui voit son père et son frère perdre la vie. Pendant la guerre, il est promu au commandement du quartier général Ramadan,.

### Guerre contre l'EIIL
Selon Hadi al-Ameri, chef de l'organisation Badr, il « était présent dans la plupart des batailles importantes contre l'EIIL et a joué un rôle clé dans la libération de Jourf al-Sakhr ».
« Taqwi a été tué alors qu'il menait sa mission en coopération avec l'armée irakienne (en) et les forces de mobilisation populaire pour contrer les militants takfiristes de l'EIIL à proximité du sanctuaire du onzième imam chiite, Hasan al-Askari », selon un communiqué du Département des relations publiques du corps des Gardiens de la révolution islamique, en date du 28 décembre 2014. Daech s'enorgueillit de sa mort et en revendique la responsabilité le 29 décembre. C'était le plus haut gradé iranien jamais tué par l'organisation jusqu'à la mort de Hossein Hamadani le 7 octobre 2015.
Le 30 décembre 2014, des milliers de gardiens de la révolution, dont le chef de la Qassem Soleimani, assistent à ses funérailles à Téhéran. A cette occasion, le secrétaire du conseil suprême de sécurité nationale, le contre-amiral Ali Shamkhani déclare: « Si des hommes comme Taqwi ne versaient pas leur sang à Samarra, alors nous serions en train de verser le nôtre au Sistan, en Azerbaïdjan, à Chiraz et à Ispahan [pour défendre l'Iran] ».